# George David Birkhoff
George David Birkhoff (21. března 1884 – 12. listopadu 1944) byl jedním z nejvýznamnějších amerických matematiků první poloviny 20. století.
Většinu svého života G. D. Birkhoff strávil jako vyučující na Harvardově univerzitě.
Proslavil se v roce 1913 důkazem Poincarého geometrické hypotézy týkající se speciálního případu problému tří těles.